# Antoni Torelló i Ros
Antoni Torelló i Ros (Sant Sadurní d'Anoia, 30 de juny del 1884 - Los Angeles, finals del 1960) va ser un contrabaixista i compositor català que amb el nom d'Anton Torello tocà en diverses orquestres estatunidenques entre 1909 i 1960.

## Biografia
Provenia de família de músics, i el seu avi i el seu pare havien estat contrabaixistes de conjunts locals; el seu germà Rafael dirigí la sadurninenca Orquestra Renaixença, un altre germà, Agustí, dirigí diverses orquestres i un cosí segon era violí director de l'orquestrina local Els Escolans. Antoni Torelló va ser iniciat al contrabaix ja als deu anys pel seu pare i el seu germà Pere, i amplià aquesta formació a Barcelona amb l'excel·lent instrumentista i professor Pere Valls. Debutà en orquestra el 1897, i a l'any següent ja interpretà com a solista. Als 22 anys va ser nomenat professor del conservatori i contrabaix principal a l'orquestra del Liceu, i poc després va fer gires de concerts per Espanya, Portugal (Lisboa, Funchal) i França.
L'any 1909 va decidir a marxar als Estats Units, a fer les Amèriques (com un lustre més tard ho farien Xavier Cugat i Agustí Borgunyó). Després d'una breu estada a Nova York, s'establí a Boston, on tocà cinc anys com a contrabaix principal de l'orquestra d'òpera de la ciutat. L'any 1914, el director de l'Orquestra Simfònica de Filadèlfia, Leopold Stokowski, li oferí el càrrec de principal de la secció de contrabaixos, càrrec que ocupà fins a la seva jubilació trenta-quatre anys més tard. Des del 1926 i fins al 1944 compaginà aquesta feina amb la de professor de contrabaix de l'acabat de fundar (1924) Curtis Institute of Music. Un cop jubilat, Antoni Torelló es retirà a Los Angeles i tocà en l'orquestra resident dels estudis cinematogràfics Paramount.
Casat amb Margaret Mary vonHappy, tingué dos fills, Carl i William, que també van ser contrabaixistes; el primer tocà a l'orquestra de Filadèlfia des del 1934 fins a jubilar-s'hi el 1982, i en William hi tocà nou anys, fins que es traslladà a Los Angeles, on tocà a la seva orquestra filharmònica.
Part de les seves composicions es conserva en el Curtis Institute of Music, i una altra part és en mans de la família sadurninenca Oliver Torelló, descendents de la seva germana Mercè (1878-1946). També es pot escoltar el músic en la gravació que de Sea Chanty de Paul White va fer un quintet de corda l'any 1945, i que edità Columbia Records amb la referència MX-259; i també se'l pot sentir en algunes gravacions no comercialitzades de música de cambra que Torelló va fer com a contrabaix convidat en concerts del Budapest String Quartet, una formació resident a la Library of Congress entre el 1938 i 1962.

## Obres
- Fantasía de concierto con variaciones
- Fantasía en Re, para contrabajo, 1909.
- Habanera nº 1, for contrabass, s.d.
- Leonora, fantasía para contrabajo, 1909.
- Ortruda, americana
- Polka Caprice, s.d. Versions per a contrabaix i piano, i per a contrabaix i orquestra
- Suite andaluza, s.d. Per a piano i quintet de corda
- Theme and variations, (1917). Per a contrabaix i orquestra